# دندرمند
دَندَرمُند أو داندرموند هي مدينة بلجيكية تقع في الإقليم الفلامندي في محافظة فلاندر الشرقية،بلجيكا.